# Gratte-Ciel
Gratte-Ciel – stacja metra w Lyonie, na linii A. Stacja została otwarta 2 maja 1978.